# X–5
A Bell X–5 kísérleti repülőgép, a világ első változtatható szárnynyilazású repülőgépe. Sugárhajtású, transzszonikus repülőgép, melyet az Egyesült Államokban fejlesztettek ki az 1940-es évek végére, a változtatható nyilazású szárny gyakorlati kipróbálására, amelyhez az ötletet a befejezetlen Me P.1101 repülőgéptől vették, melyet a második világháború végén foglaltak le. Ellentétben a német géppel, melynek szárnyait csak a földön lehetett az előre megadott nyilazási szögek valamelyikébe beállítani, az X–5 szárnyainak nyilazása repülés közben is állítható volt a három (20, 40 és 60°-os) helyzet között, ez szükségessé tette a szárnynyilazás állítása közbeni tartományok vizsgálatát is. A változtatható szárnynyilazású repülőgépek nagy része ma is így, néhány szárnyállás használatával működik, csak az F–14 Tomcat képes a szárnynyilazás fokozatmentes és bármilyen repülési manőver közbeni folyamatos állítására (a fedélzeti számítógép által kiszámított optimális helyzetbe). A berepülési program során a második példány megsemmisült, a pilóta halálát okozva.